# Thierry van den Bosch
Thierry van den Bosch,  né le 8 juillet 1974, est un pilote de Supermotard français. Il est devenu Champion du Monde dans la classe S1 (alors 550 cm3) en 2002 et 2004. En 2006, passé en classe S2, il obtient son troisième titre de Champion du Monde au guidon de l'Aprilia SXV 450 du team officiel Aprilia Racing. L'année suivante, toujours sur Aprilia en classe 450 devenue S1, il est vice-champion du monde, à seulement 9 points (321 points contre 330) et remporte dix manches.

## Palmarès
- 1991 : Vice-champion de France Motocross
- 1999 : Champion de France Supermoto en Prestige et en 400 cm³ (Husqvarna)
- 2000 : Champion d'Europe, d'Allemagne et de France Prestige Supermoto (Husqvarna)
- 2001 : Champion d'Allemagne et de France Prestige et 400 cm³ Supermoto (KTM)
- 2002 : Champion du Monde S1 (550 cm³), d'Europe et de France Supermoto en Prestige et en 450 cm³ (KTM)
- 2003 : 4ème à l'épreuve World Supersport de Silverstone et 22ème au Championnat du Monde Supersport
- 2004 : Champion du Monde S1 (550 cm³) et 19ème au X-Games Supermoto de Los Angeles (KTM)
- 2005 : 3ème au Championnat du Monde S1 et 19ème à l'AMA Supermoto (KTM)
- 2006 : Champion du Monde S2 (450 cm³) Supermoto (Aprilia)
- 2007 : Vice-champion du Monde S1 (450 cm³) et S1oN Supermoto (Aprilia)
- 2009 : Champion du Monde S1 (450 cm³) Supermoto
- 2010 : Champion du Monde S1oN